# Похід калмиків на Передкавказзя (1644)
Похід калмицької орди на Передкавказзя 1644 року проти Малої ногайської орди й її спільника Кабарди закінчилося поразкою калмицького війська  Хо-Урлюка від кабардинського й ногайського війська у Кабарді у 1644 році.
Після калмицько-ногайської війни 1628-1634 років залишки Ногайської Орди відступили до Передкавказзя. Для її знишення син головного тайши калмиків Хо-Урлюка, Лоузан у 1643 році провів розвідувальний напад на Казиєву Орду. У 1644 році в похід з 10-тисячним військом виступив сам головний калмицький тайша Хо-Урлюк. Військо було розділене на дві рівні частини, однією з яких командував онук Хо-Урлюка Даян-Ерке, а іншою особисто він. Даян-Ерке зайняв позицію біля Терського городка. Головний тайша заглибився у гори, але натрапив 4 січня на кабардино-ногайську засідку у якій загинув. Дізнавшись про поразку свого діда Даян-Ерке відступив за Волгу. Втрати калмикоів склали 4 тисячі воїнів.